# Jardín de Pruebas de Hamma
El Jardín de Pruebas de Hamma (en francés: Jardin d'Essais du Hamma), es un jardín botánico de unas 32 hectáreas de extensión, que se encuentra en el barrio de Hamma, en la ciudad de Argel, Argelia. Su código de identificación internacional como institución botánica es HAMMA.

## Localización
Se encuentra mirando al Mar Mediterráneo, en el barrio de Hamma, donde se ubican entre otros puntos de interés la Biblioteca Nacional de Argel, en la cima de la colina, el complejo de Ryadh El Feth en la ladera, la cueva de Cervantes, la villa Abdel Tif, así como el Museo Nacional de Bellas Artes, entre las calles Hassiba Ben Bouali por el norte, y Belouizdad Mohamed por el sur, estando en uno de sus costados el Estadio 20 de agosto de 1955.
Jardin Botanique du Hamma
Cité Saïd Hamdine, Bt K1
N.º 3 Bir Mourad Rais
Hamma, Argelia. 
- Teléfono: 213 2674750
- Altitud: de 10 a 100 m s. n. m.
- Temperaturas: oscilan entre un máx. de 35 °C y un mín. de 1 °C
- Terrenos: suelos profundos, aterrazados, suelos con inclinaciones del 2% al 5%.

El jardín con forma rectangular tiene una longitud de 526 m y una anchura de unos 52 m.

## Historia
Los prolegómenos de la creación del Jardin d'Essais de Hamma, nos remite a la autoridad militar que decidió, en 1831 (o sea un año después del desembarque de las tropas francesas en Argelia), sanear algunas hectáreas de terrenos pantanosos con el fin de transformarlos en tierras agrícolas.
La designación del lugar denominado Hamma, término que significa en árabe 'fiebre' y que daba cuenta en la época del estado pantanoso de este lugar donde se desarrollaban toda clase de insectos dañinos para la salud. Es cierto que este lugar considerado «inculto», era la propiedad de un residente nativo que poseía una pequeña campiña con una quincena de norias, y que simplemente fue expropiado.
Una de las preocupaciones principales en aquellos tiempos era la de crear un jardín de pruebas capaz de propagar el cultivo de los vegetales más útiles y que se adaptasen y desarrollasen mejor en el suelo y el clima de África. En el contexto de la colonización de un nuevo país, era necesario introducir, aumentar y multiplicar todas las especies de plantas, clases y variedades susceptibles de ser cultivadas en las campiñas argelinas.
Así pues, a propuesta del intendente Genty de Bussy, el general Avisard firmó un decreto de creación de un Jardin d’Essai, en diciembre de 1832.
Durante este período los dos primeros directores, el teniente de navío Barnier y el comandante de ingeniería Bérard, van a impulsar la creación de este establecimiento, en una primera instancia sobre 5 hectáreas, luego aumentadas más tarde a 18 hectáreas. Se transformó en el vivero más importante, llamado «Pépinière Centrale du Gouvernement», proveedor de especies arborescentes, arbustivas y herbáceas en un primer lugar de origen europeo como los avellanos, álamos, arces, naranjos, limoneros… y más tarde de especies más exóticas como el Casuarinas (1835), Phytolaca dioica (1836), Dracaena draco (1839), Hibiscus rosa sinensis (1841).
De 1842 a 1866, el Jardin d’Essai estuvo bajo la dirección de Auguste Hardy, ingeniero agrónomo, procedente del «Musée d’Histoire Naturelle de Paris», quien comienza a darle otra envergadura diferente que la de un vivero agrícola, aprovechando a crear todas las condiciones favorables para acelerar el desarrollo de la agricultura y la horticultura en Argelia, transformándolo en un organismo polivalente. Comienza por mejorar la fertilidad de los suelos, regular el saneamiento de las ciénagas por una red de drenaje de las aguas en excedente, así como la protección contra las brumas marinas.
Durante este período, hay un significativo aumento de la superficie y se anexiona la «Villa Abd el Tif» que sobresale por el jardín. Así pues el jardin d’essai en 1842, pasa de 13 a 58 ha. En esta nueva dimensión, nuevas disposiciones le son encomendadas en adelante, lo que orienta y determina los programas de los viveros adjuntos que se crearon por todo el país, como los de Constantine, Boufarik, Bône (la actual Annaba).
Además de los problemas de introducción y multiplicación del material vegetal, Hardy desarrolla el concepto de tecnología agrícola, industrial y hortícola con la publicación de folletos y artículos sobre los métodos de cultivo que deben aplicarse en Argelia y que actualmente aún siguen en vigor.
En 1843, se introduce el aguacate, la Araucaria excelsa en 1844, se introducen los primeros mandarineros en 1845, y otras especies como el plátano, níspero, chirimoya, ficus, bambúes y jacarandas, los pinos de Canarias en 1860. Así mismo plantas industriales son objeto de numerosas pruebas como, henné, sumac, algodón, lino, agave, alcanforero, té, caña de azúcar…
Pasó a ser al mismo tiempo, un jardín botánico de renombre mundial, donde se quiso combinar tanto el aspecto económico, como el estético, para el que se plantaron las principales avenidas del jardín:
- l’allée des Platanes en 1845,
- l’allée des Dragonniers et des Bambous en 1847,
- l’allée des Ficus en 1863

El Jardin d’Essai ('Jardín de Pruebas', que se denominaba «Pépinière Centrale du Gouvernement») toma entonces el título de «Jardin d’Acclimatation du Hamma».
En 1991, la « Agence Nationale pour la Conservation de la Nature » (A.N.N), bajo la tutela del ministro de « Agriculture et le Développement Rural », reemplaza el Museo de la Naturaleza, e integra el « jardin d’Essai » como una de sus Unidades especializadas.

## Colecciones
- Plantas ornamentales
- Árboles y arbustos
- Cycas
- Palmas
- Cactus
- Colección de hierbas
- Ficus
- Árboles frutales exóticos
- Plantas endémicas de Argelia